# Scathophaga scybalaria
Scathophaga scybalaria is een vliegensoort uit de familie van de drekvliegen (Scathophagidae). De wetenschappelijke naam is gepubliceerd in 1758 door Carl Linnaeus in de tiende editie van Systema naturae.